# Pyke Glacier
Pyke Glacier är en glaciär i Antarktis. Den ligger i Västantarktis. Argentina, Chile och Storbritannien gör anspråk på området. Pyke Glacier ligger 912 meter över havet.
Terrängen runt Pyke Glacier är varierad. Trakten är obefolkad. Det finns inga samhällen i närheten.